# Dyrygent

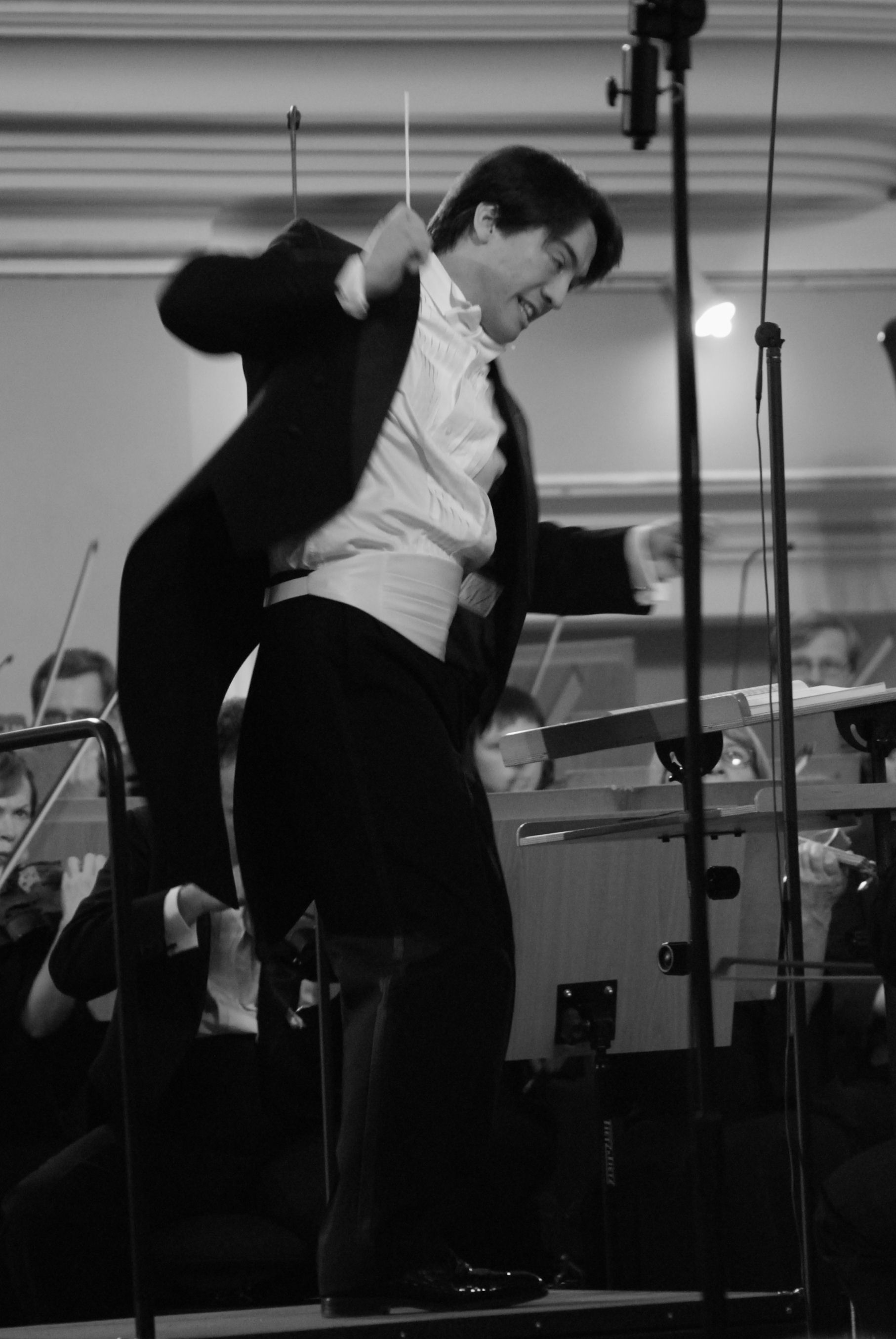
Eugene Tzigane dyrygujący orkiestrą podczas VIII Międzynarodowego Konkursu Dyrygenckiego im. Grzegorza Fitelberga

Dyrygent – osoba kierująca zespołami muzycznymi, takimi jak orkiestry symfoniczne, orkiestry smyczkowe, orkiestry dęte, jazzowe big-bandy, zespoły kameralne, chóry, zespoły wokalne, zespoły wokalno-instrumentalne, a także kierująca wykonaniami oper i spektakli muzycznych. 
Dyscyplina naukowo-artystyczna zajmująca się nauczaniem dyrygowania i szkoleniem techniki dyrygenckiej nosi nazwę – dyrygentura. 
Polskie wyższe uczelnie muzyczne kształcą dyrygentów w zakresie specjalności takich jak:
- dyrygentura klasyczna (chóralna, orkiestrowa, symfoniczno-operowa, orkiestr dętych) jako prowadzenie zespołów wokalnych i wokalno-instrumentalnych[3]
- dyrygentura jazzowa (chóralna, orkiestrowa, big-band'owa) jako prowadzenie zespołów jazzowych i muzyki rozrywkowej[4][5]

Kompetencje dyrygenta polegają na odpowiednim przygotowaniu zespołu, wytworzeniu odpowiedniej, twórczej atmosfery oraz zorganizowaniu całej grupy wykonawców w celu osiągnięcia jak najlepszego efektu.
Podczas wykonywania utworów stoi przed muzykami i za pomocą batuty (w przypadku prowadzenia orkiestry symfonicznej), laski tambourmajora (w przypadku orkiestr dętych promenadowych) lub samych rąk (w przypadku chórów) oraz mimiki, ruchów głowy jak i całego ciała podkreśla wcześniej zapisane w nutach przez kompozytora cechy utworu muzycznego: dynamika, metrum, agogika, artykulacja, frazowanie oraz wejścia poszczególnych głosów, sekcji instrumentów, solistów, wokalistów i instrumentalistów. Dyrygent musi więc posiadać cechy, niezbędne w wykonywaniu swej roli, takie jak: wybitna muzykalność, znajomość historii muzyki oraz charyzma, ponieważ to od jego analizy i interpretacji zależy ostateczny kształt utworu i sposób przedstawienia go słuchaczom.

## Historia
Do XVIII wieku zespoły były kierowane przez muzyka współuczestniczącego w wykonaniu, najczęściej kompozytora wykonywanego dzieła. W XVIII wieku najczęściej wykonaniem kierował muzyk realizujący na klawesynie partię basso continuo. W XVII i XVIII wieku w pojedynczych przypadkach kierujący zespołem stał już przed zespołem przodem do publiczności. Za pomocą batuty w formie laski wybijał takt na podłodze, a ruchami rąk dawał inne wskazówki muzyczne. Pierwszym znanym przypadkiem takiego dyrygowania były wykonania Jean-Baptiste Lully’ego (co zresztą stało się przyczyną jego śmierci, gdyż zranił się batutą w stopę, co zapoczątkowało śmiertelną w skutkach infekcję).
Pierwszym znanym dyrygentem w postaci i funkcji jaką znamy dzisiaj był Felix Mendelssohn-Bartholdy, on także był jednym z prekursorów  wykonywania utworów kompozytorów dawnych.